# Ликаси

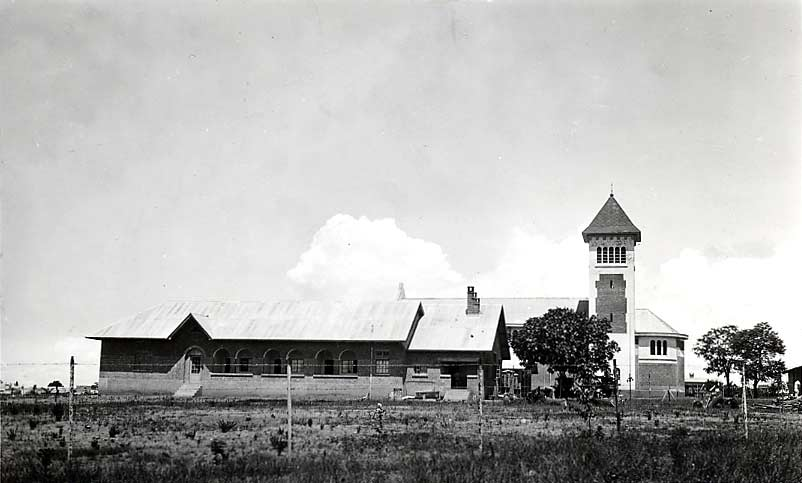
Вид на Ликаси, 1930.

Лика́си (фр. Likasi), раньше известный под названием Жадовиль (фр. Jadotville), или Жадостад (фр. Jadotstad) — город в провинции Верхняя Катанга на юго-востоке Демократической Республики Конго.

## География
Расположен в 120 км (по дороге) или 132 км (по железной дороге) к северо-западу от Лубумбаши, на высоте 1318 м над уровнем моря.

## Население
Население Ликаси по данным на 2010 год составляет 422 535 человек. В 1990-е годы в Ликаси и его окрестностях ООН организовала центры гуманитарной помощи и лагери для беженцев, пострадавших от этнических конфликтов в регионе, что увеличило население города на 41 000 человек.

## Экономика
Ликаси является крупным центром горнорудной промышленности. Богатые залежи меди, кобальта и урана разрабатываются подземным способом. В городе имеется железнодорожная станция.